# Zgłowiączka
Zgłowiączka je polská řeka v Kujavsko-pomořském vojvodství, levobřežní přítok Visly, která má délku 79 km. Rozloha povodí je 1495,6 km2. Začátkem potoka je kanál Gluszynski, který pramení nedaleko vesnice Plowce. Zgłowiączka protéká přes Gluszynské jezero a zleva do Visly ve Włocławku. Nejvýznamnější přítoky řeky jsou Chodeczka, Lubienka (pravostranný) a kanál Bachorze (levostranný).
U Lubrance má voda v řece čtvrtou třídu čistoty a pod Brzescem Kujawským pátou třídu čistoty (údaje za rok 2007/2008).
Vodácká stezka je nížinná a relativně snadná (hodnocení ZWB-ZWC, s výjimkou některých mírně obtížných úseků pod Nowym Mlynem). Na stupnici těžkosti je hodnocena U3 (trvalé voloky kvůli mělčinám, padlým stromům a proutěným houbám v proudu). Na stupnici atraktivity je klasifikována jako ** tj. malebná. Stezka je dostupná na celé své délce jenom pokud je hladina vody nadprůměrná - na jaře nebo po dešti. Na Zgłowiączce włocławská pobočka Polského turisticko-vlastivědného spolku organizuje od roku 1990 (cca 55 km od města Orle do parku Sienkiewicze ve Włocławku) kanoistiku.